# Subprionomitus frontatus
Subprionomitus frontatus är en stekelart som beskrevs av Xu 2000. Subprionomitus frontatus ingår i släktet Subprionomitus och familjen sköldlussteklar. Inga underarter finns listade i Catalogue of Life.